# Joya de los Sachas (kanton)
Joya de los Sachas – kanton w Ekwadorze, w prowincji Orellana. Stolicą kantonu jest La Joya de los Sachas.